# Akunnaaq
Akunnaaq es una localidad situada en el municipio de Qeqertalik, Groenlandia. Tiene una población estimada, a mediados de 2022, de 64 habitantes.

## Transporte
Air Greenland sirve a la aldea como parte de un contrato con el gobierno, con vuelos en helicóptero solo en invierno entre el helipuerto de Akunnaaq y el Aeropuerto de Aasiaat. Los vuelos de asentamiento en la bahía de Disko son únicos en el sentido de que operan solo durante el invierno y la primavera.
Durante el verano y el otoño, cuando las aguas de la bahía son navegables, la comunicación entre los asentamientos se realiza únicamente por mar, con el servicio de Diskoline. El ferry une Akunnaaq con Aasiaat, Ikamiut y Qasigiannguit. 